# 作文评点报
《作文评点报》创刊于1988年9月，2000年3月中国国家新闻出版总署批准公开出版，国内统一连续出版物号CN22-0014。《作文评点报》是中华人民共和国的教育类专业性报纸，编辑部位于吉林省四平市。该报由吉林师范大学主管、主办，作文评点报社编辑出版，全国公开发行。该报以八个版本发行：低幼版、小学三四年级版、小学五六年级版、作文素材•小学版、初中版、作文素材•初中版、中考版、高中版。